# 9

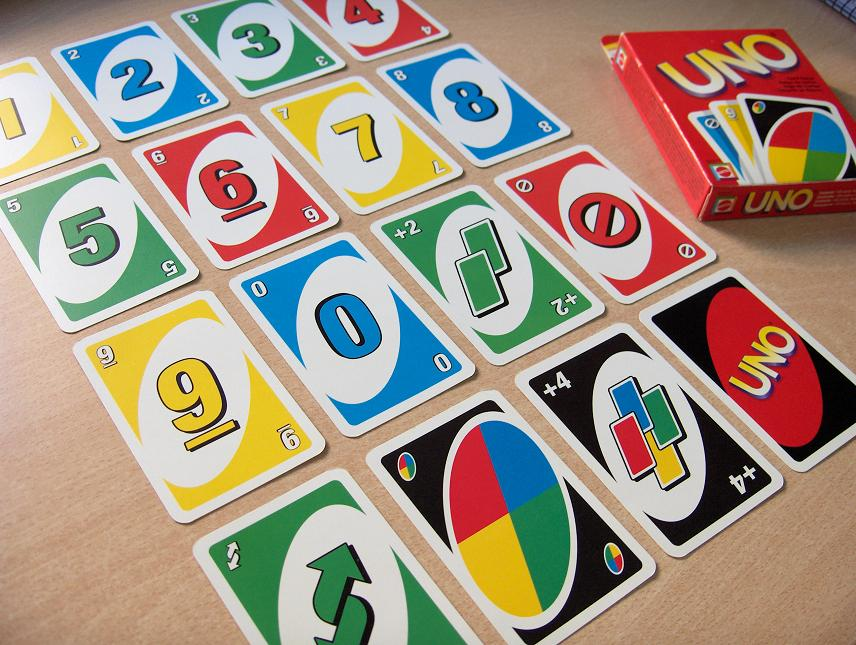
UNOのカードのように、紙片や球体などに印字される場合、6との混同を避けるために「9」のように下線を引いて区別されることがある。

「九」の筆順

9（九、玖、きゅう、く、ちゅう、ここのつ、ここの）は、自然数また整数において、8の次で10の前の数である。
桁の底が十であれば10の前であるが、桁の底が十を超える場合には A の前の数である。
英語では、基数詞でnine、序数詞では9th、ninthとなる。
ラテン語ではnovem（ノウェム）。

## 性質
- 9 は最小の奇数の合成数であり、正の約数は 1, 3, 9 である。
  - 約数の和は13。
    - 約数の和が奇数になる5番目の数である。1つ前は8、次は16。
    - 約数の和が素数になる3番目の数である。1つ前は4、次は16。

  - 素数を除いて σ(n) − n が平方数になる2番目の数である。1つ前は1、次は12。ただしσは約数関数。(オンライン整数列大辞典の数列 A048699)
- 全ての自然数は高々 9 個の立方数の和で表すことができる（ウェアリングの問題）。
- 9 = 32
  - 3番目の平方数である。1つ前は4、次は16。
  - n = 2 のときの 3n の値とみたとき1つ前は3、次は27。
  - n = 3 のときの nn−1 の値とみたとき1つ前は2、次は64。(オンライン整数列大辞典の数列 A000169)
  - n = 2 のときの 3n! の値とみたとき1つ前は3、次は729。(オンライン整数列大辞典の数列 A100731)
  - 9 = 321
    - n = 3 のときの階冪の値とみたとき1つ前は2、次は262144。(オンライン整数列大辞典の数列 A049384)

  - 素数 p = 3 のときの p2 の値とみたとき1つ前は4、次は25。(オンライン整数列大辞典の数列 A001248)
  - 平方数がハーシャッド数になる3番目の数である。1つ前は4、次は36。
  - 3i × 5j × 7i ( i, j, k ≧ 0) で表せる5番目の数である。1つ前は7、次は15。(オンライン整数列大辞典の数列 A108347)
- 9 の倍数は、その各位の数字の和も9の倍数である（数字和、数字根、九去法。3の倍数の法則も同様）
  - 例: 9 × 324 = 2916 → 2 + 9 + 1 + 6 = 18 → 1 + 8 = 9 。
  - 各位の数字を入れ替えても各桁の数の和は変わらないので、9 の倍数を入れ替えてできた数もまた 9 の倍数である。例えば 2,9,1,6 の数字の順番を変えた 6291 や 1926 も 9 の倍数となる。
  - もとの数と各位の数字を入れ替えた別の数の差も 9 の倍数である。例えば 251と125の差は126で9の倍数であり、251と152の差も99で9の倍数である。
  - 各桁の数字の和が等しい数同士の差も9の倍数である。例えば38は各桁の数字の和が11なので、各桁の数の和が11になる数との差は必ず9の倍数である。

- - 10 - 1 = 9 なので、9 × 2 = 18 だが、 92 = 81 で前後の数が入れ替わる。
- 2番目のカプレカ数である。92 = 81 、8 + 1 = 9 。1つ前は 1、次は 45。
  - ある数を平方して各位の数をすべて加えて元の数と等しくなるのは 1 と 9 だけである。
- 2番目の完全トーシェント数である。1つ前は3、次は15。なお、全ての3の累乗数は完全トーシェント数でもある。
- 1/9 = 0.111… (下線部は循環節で長さは1)
  - 逆数が循環小数になる数で、循環節が1になる3番目の数である。1つ前は6、次は12。(オンライン整数列大辞典の数列 A070021)
  - 3−n の循環節の長さは 3n−2 (n ≧ 2)になる。
  - n＞2（nは自然数）のとき、すべてのn進法において 1/n-1 の答えは必ず 0.111… になる。
- 3番目の半素数である。1つ前は6、次は10。
  - 半素数がハーシャッド数になる3番目の数である。1つ前は6、次は10。
- (8 , 9) は2番目のルース＝アーロン・ペアである。1つ前は(5 , 6)、次は(15 , 16)。
- 9 = 13 + 23
  - 9はこのような形で表せる唯一の平方数である。
    - 立方数（この場合 23 = 8）より 1 大きい唯一の平方数 (32) である。
      - Xm − Yn = 1 （X, Y は自然数。m, n は2以上の整数）の解も (X, m, Y, n) = (3, 2, 2, 3)、つまり 32 − 23 = 1 だけであると予想されていたが、2002年に証明された。⇒カタラン予想/

  - 9 = 03 + 13 + 23
    - 3連続整数の立方和で表せる数である。1つ前は0ただし負の数を除くと最小、次は36。
- 素因数がフェルマー素数のみでも、そのうち1つでも重複している数はコンパスと定規による作図ができない。そのため、正九角形もコンパスと定規の作図ができない。それは、角度の三等分線を作図できないことにある。
- 9 = 1! + 2! + 3!
  - 連続階乗の和とみたとき1つ前は3、次は33。
  - 3連続階乗の和とみたとき最小の数である。ただし 0!=1 を考えたときは 4 が最小、次は32。(オンライン整数列大辞典の数列 A054119)
- 九九では1の段で1 × 9（いんくがく）、3の段で3 × 3（さざんがく）、9の段で 9 × 1（くいちがく） と3通りの表し方がある。九九で3通りの表し方がある数は他に4, 16, 36の3つのみ。またこれらはすべて平方数である。
- 9! = 362880
- 各位の和が9になるハーシャッド数は100までに10個、1000までに55個、10000までに220個ある。
  - 10000までの数で各位の和が9になるハーシャッド数は2番目に多い数である（一番多いのは各位の和が18で335個）。
  - したがって、各位の和が9になる数は全てハーシャッド数である。
- 9番目のハーシャッド数である。1つ前は8、次は10。
  - 9を基とする最小のハーシャッド数である。次は18。
  - 各位の和が9になる最小の数である。次は18。
    - 各位の和が n になる最小の数である。1つ前の8は8、次の10は19。(オンライン整数列大辞典の数列 A051885)

  - 1桁の自然数は、全てハーシャッド数かつズッカーマン数。
- 各位の平方和が81になる最小の数である。次は90。(オンライン整数列大辞典の数列 A003132)
  - 各位の平方和が n になる最小の数である。1つ前の80は48、次の82は19。(オンライン整数列大辞典の数列 A055016)
- 各位の立方和が729になる最小の数である。次は90。(オンライン整数列大辞典の数列 A055012)
  - 各位の立方和が n になる最小の数である。1つ前の728は68、次の730は19。(オンライン整数列大辞典の数列 A165370)
- 各位の積が9になる最小の数である。次は19。(オンライン整数列大辞典の数列 A034056)
- 約数の和で表せない最小の合成数である。
- 9 = 2 × 22 + 1 より2番目のカレン数である。1つ前は3、次は25。
  - 9 = 1 × 23 + 1 より3番目のプロス数である。1つ前は5、次は13。
    - 9 = 23 + 1 この形の1つ前は5、次は17。(オンライン整数列大辞典の数列 A000051)
- 2番目の完全数28の異なる素因数の和が9である。1つ前は5、次は33。(オンライン整数列大辞典の数列 A239546)
- 9 = 12 + 22 + 22
  - 3つの平方数の和1通りで表せる3番目の数である。1つ前は6、次は11。(オンライン整数列大辞典の数列 A025321)
- 9 = 52 − 42 = (5 + 4) × (5 − 4)
  - n = 5 のときの (n + 4)(n − 4) の値とみたとき1つ前は0、次は20。(オンライン整数列大辞典の数列 A028566)
- 4番目の幸運数である。1つ前は7、次は13。
- 以下のような無限多重根号の式で表せる。
{\displaystyle 9={\sqrt {72+{\sqrt {72+{\sqrt {72+{\sqrt {72+\cdots }}}}}}}}} , {\displaystyle 9={\sqrt {90-{\sqrt {90-{\sqrt {90-{\sqrt {90-\cdots }}}}}}}}}

## その他 9 に関すること

### 言語・文字
- 9の接頭辞：nona・novem（拉）、ennea（希）
  - 9倍を九重（ここのえ）、九人組や九重奏をノネット (nonet) という。
  - 9倍、9重をノナプル (nonuple) という。
  - ギリシャ語由来で、九人組や九個一組をエニアド（ennead）というが、狭義ではエジプト九柱の神々を大文字でエニアド（Ennead）と呼ぶこともある。
  - エニアグラム (enneagram) ：九角形（エニアゴン）を一筆書きで描く線。一般には、性格を 9種類に分類したもの。
- 十を全体とする数え方（9 = 10－1）では、「ほぼ全体に近い」という意味で 9 が用いられる。例として、「十中八九」など。
  - 物質の純度やシステムの可用性など、100%に近い割合を表現する方法として、列んでいる「9」の数を数える（例：99.999%→「ファイブナイン」、99.999999999%→「イレブンナイン」）表現が用いられる。
- 一方で、時計文字盤や月数など、十二を全体とする数え方（9 = 10－3）では、「3/4」という意味で9が用いられる。
- アラビア数字の「9」を上下逆さにすると「6」に見える。
  - 紙片や球体など、上下逆さになりうるものに印字される場合、6 との混同を避けるために「9」のように下線を引く、「9.」のように点を打つ、「九」と漢数字で表すなどの方法で区別されることがある。
  - カジノゲームのクラップスの盤面や映画フィルムの先頭部のフィルムリーダーの6と9はアラビア数字を使わずにsixやnineとされている。
- 中国では、九の発音が「久」に通ずる点と、漢字一字で書ける数字の中で最大の奇数（奇数は吉数、偶数は凶数とされる）である事から、幸運の数字とされる。ただし、広東語や台湾語などを話す地域では「狗」（広東語：gau2、台湾語白読：káu）と同音であるため、侮辱と見なされることもある[1]。
- 日本では、九の「く」という読みが「苦」を連想させる事から非常に縁起の悪い数字であり、凶運の象徴として4と同じく忌み嫌われている。宿泊施設・集合住宅・入院施設の室番号等で9が避けられることが多く、中国とは逆の意味合いを持っている。ただし、中国思想の影響を受けた陰陽道では「重陽の日」（9月9日を祝日とする）は、「邪気を祓い、不老長寿を願う日」とされたことから、近代以前の日本において全てがそう捉えていた訳では無い[2]（九州の祭り「くんち」も参照）。
  - 坂本九の「九」は、「久」に通じて本名は「ひさし」と読む。
  - 「九」と書いて、「いちじく（一字＋九）」と読む場合（力士の四股名など）もある。
  - この他にも語呂合わせによる縁起の悪い数字は42（しに{死に}）、4,219（しにいく{死にいく}）などがある。
- 朝鮮民主主義人民共和国では、九州（中央＋八方）に、あまねく統治者の徳が行き渡るという儒教の教えに基づく特別な吉数とされる。建国日の1948年9月9日も、この数を意識したものとなっている[3]。
- Cats have nine lives.：「中々死なない」という意味の英語の諺（西洋では、ネコが高い所から落ちても死なないのは、9つの魂を持っているからとされる）。またそれを踏まえて、Curiosity killed the cat （「好奇心は（9つの魂を持つと言われるはずの）ネコをも殺す」：誘惑に駆られて好奇心を出すと痛い目に遭う、の意味）という言い回しも英語にはある。

### 第9のもの
- 原子番号 9 の元素はフッ素 (F) である。
- 冥王星は、かつて太陽系で太陽から数えて9番目の惑星とされていたが、2006年の国際天文学連合総会で惑星から準惑星に変えられた。
- 日本の憲法の第九条は、『戦争の放棄』に付いて記されている。
- 第9代ローマ教皇はヒギヌス（在位：136年?～142年?）である。
- タロットの大アルカナで IX は隠者。
- 易占の六十四卦で第9番目の卦は、風天小畜。
- クルアーンにおける第9番目のスーラは悔悟である。

### スポーツ
- 日本の競走馬の名前は片仮名9文字までと定められている。
- 野球の1チームは9人で構成され、チームや（時には出場中の9人以外の控えまでも含めた）選手をナインという。打順は9人分、守備位置も9箇所。試合も延長が無ければ9回まで。また、守備位置番号で9は右翼手を意味する。
- サッカーにおいては、9 番にはフォワードのエースナンバーで点取り屋（ゴールゲッター）を意味するストライカーの背番号として有名。
- ナインボール：ビリヤードの内の1つの競技。手玉の他に9つの球を使い、ルールに沿って相手より早くナインボールを落とすことを競う競技。
- 大相撲の第9代横綱は秀ノ山雷五郎である。

### テレビのチャンネル
- 独立テレビ局の TOKYO MX と奈良テレビの地上デジタル放送のリモコンID番号は 9。
- BSデジタルの WOWOW のリモコンID番号は 9。
- 北海道旭川地域、秋田県秋田平野、福島県中通り、福井県福井平野、静岡県静岡地域、山口県山口市、熊本県熊本平野等でNHK総合テレビジョンアナログ波に 9ch が割り当てられている。
- 中京圏の大半、新潟県糸魚川市、長野県北信・東信・中信地方、島根県浜田市、鹿児島県枕崎市等ではNHK教育テレビジョンアナログ波に 9ch が割り当てられている。
- NNN・NNS系列の西日本放送（香川県・岡山県）(JOKF-TV) と FNN・FNS系列のテレビ西日本（福岡県）(JOJY-TV) [注 1]のアナログ親局が 9ch である。
- JNN系列では北海道小樽市での北海道放送、新潟県魚沼市での新潟放送、広島県三次市での中国放送、大分県佐伯市の大分放送のアナログ中継局は 9ch である。

### 9に関する楽曲
- 第九：交響曲第9番の俗称。ベートーヴェンの作曲した交響曲の数であり、特に日本では「第九」と言えばベートーヴェンが交響曲としては最後の作品になる交響曲第9番を指すことが多い。これによって、シューベルト以降、ロマン派の作曲家は、9曲の交響曲を作曲することが一つの壁=「第九の呪い」となった。

### 9に関する小説・漫画・映画
- 『九尾の猫』（Cat of Many Tails、1949年）はエラリー・クイーンの推理小説の邦題。事件は9回繰り返される。
- 『9で割れ!!』は矢口高雄の漫画。

### その他
- アジア・オセアニア地域では、中波ラジオの周波数は9キロヘルツ単位間隔である。
- 古典イスラム法における女性の結婚最低年齢。開祖ムハンマドの伝承に基づく。
- JIS X 0401、ISO 3166-2:JPの都道府県コードの「09」は栃木県。
- 九品官人法：古代中国で、官僚を九段階で査定した制度。
- 九尾の狐：中国の伝説等に登場する獣。
- 九尾の猫笞 (cat-o'-nine-tails)：先に幾つか結び目の付いた、笞刑用の笞。
- 日本の郵便切手において、9円の額面を持つものは長らく発行されたことがなかった。1994年1月24日にはがきの郵送料が41円から50円に値上げされた際の加貼用として、史上初めて9円切手が発行されたが、2002年10月1日に発行停止となった。
- 九九：十進法の1桁の乗算を暗記する方法。
- 午後9時（21時）は、1970年代頃以前は「子供の寝る時間」とされ、その習慣が実行される家庭も多かった。
  - 1950年代頃は、映画館で午後9時になると、映画の上映が中止され、上映途中にスクリーンに午後9時を告げる時計の文字盤と「お子様連れのお客様はお帰り下さい」等との案内があった。
  - 1980年頃までは、午後9時に始まるテレビ番組のオープニング、例えば『日曜洋画劇場』、『東芝日曜劇場』、『ニュースセンター9時』、『月曜ロードショー』等のオープニング字幕を、子供に就寝を促すように用いる親もいた（特にニュースセンター9時は、9時を知らせる時計の文字盤がタイトルにあった）。
- 日本国有鉄道(現代のJR各社)における車両形式で十の位におけるこの数字は試験車や検測車のような非営業列車に用いられる。E491系や193系など。
- 9の法則は、熱傷（やけど）の際等に、皮膚の大まかな面積を算出する基準。体の各部を 9% ずつに分ける。
- 鉄道模型の内、標準軌のレール間隔が 9mm の規格のものを Nゲージという。
- 日本の義務教育は小学校6年と中学校3年の合計9年である。
- 戦前、日本（及び大日本帝国の統治下にあった外地）には、9つの帝国大学が存在した。
- 花札を用いて行われるゲームの1つおいちょかぶでは、9 を「カブ」と呼ぶ。
- 麻雀では、
  - 数牌は1色に付き9種類。その全てを待ちに持つ形は九蓮宝燈という役になる。
  - 么九牌は13種類あるが、第1ツモ時に9種類以上あると九種九牌といって流局にすることができる。
- 数独：通常 9 × 9 の盤面に、1〜9 の数字を9個ずつ入れるペンシルパズル。
- 将棋：9 × 9 の盤面上で争う。
- 日本標準時は、協定世界時との時差が9時間ある（標準時も参照のこと）。
- 机「9」文字事件
- ヒトの栄養素である必須アミノ酸は全部で9種類である。
- コンピューターシステムにおいて処理することを前提として、何らかの区分値を数字で表すコード体系を設計する場合、'9' は慣習的に「その他」を表すコードとして使われる。例として職業分類コードでは、数字4桁で表されるコードの下1桁が、日本標準産業分類では数字3桁で表される小分類コードの下1桁が 9 のコードは、すべて「その他の○○」である。
- バハイ教では九芒星がシンボルとしてよく使われる。

## 9個1組の概念
- 九星：一白・二黒・三碧・四緑・五黄・六白・七赤・八白・九紫。
- 九流：陰陽家・儒家・墨家・法家・名家・道家・縦横家・雑家・農家。古代中国で、9分野の哲学者の総称。
- 九字：臨・兵・闘・者・皆・陣・列・在・前。護身術の9文字。
- 九色：白・黒・茶・赤・橙・黄・緑・青・紫。これら9種類が基幹色。
- 九曜：インド天文学やインド占星術が扱う9つの天体とそれらを神格化した神の総称。
- 九州：筑前・筑後・肥前・肥後・豊前・豊後・日向・大隅・薩摩の9国、及びこれらの国が所在する島（広義では長門や周防を含めたり、琉球を含めることがあるが、厳密には除く）。
- 九つの世界:北欧神話に登場する世界の総称で9つあり、3つの層に分かれている。
- エジプト九柱：アトゥム・シュー・テフヌト・ゲブ・ヌト・オシリス・イシス・セト・ネフティス。エジプト神話の9人の神々。

## 符号位置
| 記号 | Unicode | JIS X 0213 | 文字参照            | 名称                                           |
| ---- | ------- | ---------- | ------------------- | ---------------------------------------------- |
| 9    | U+0039  | 1-3-24     | &#x39; &#57;        | DIGIT NINE                                     |
| ９   | U+FF19  | 1-3-24     | &#xFF19; &#65305;   | FULLWIDTH DIGIT NINE                           |
| ⁹    | U+2079  | -          | &#x2079; &#8313;    | SUPERSCRIPT NINE                               |
| ₉    | U+2089  | -          | &#x2089; &#8329;    | SUBSCRIPT NINE                                 |
| ༲    | U+0F32  | -          | &#xF32; &#3890;     | TIBETAN DIGIT HALF NINE                        |
| ፱    | U+1371  | -          | &#x1371; &#4977;    | ETHIOPIC DIGIT NINE                            |
| ᧙    | U+19D9  | -          | &#x19D9; &#6617;    | NEW TAI LUE THAM DIGIT NINE                    |
| Ⅸ    | U+2168  | 1-13-29    | &#x2168; &#8552;    | ROMAN NUMERAL NINE                             |
| ⅸ    | U+2178  | 1-12-29    | &#x2178; &#8568;    | SMALL ROMAN NUMERAL NINE                       |
| ⑨    | U+2468  | 1-13-9     | &#x2468; &#9320;    | CIRCLED DIGIT NINE                             |
| ⑼    | U+247C  | -          | &#x247C; &#9340;    | PARENTHESIZED DIGIT NINE                       |
| ⒐    | U+2490  | -          | &#x2490; &#9360;    | DIGIT NINE FULL STOP                           |
| ⓽    | U+24FD  | 1-6-64     | &#x24FD; &#9469;    | DOUBLE CIRCLED DIGIT NINE                      |
| ❾    | U+277E  | 1-12-10    | &#x277E; &#10110;   | DINGBAT NEGATIVE CIRCLED DIGIT NINE            |
| ➈    | U+2788  | -          | &#x2788; &#10120;   | DINGBAT CIRCLED SANS-SERIF DIGIT NINE          |
| ➒    | U+2792  | -          | &#x2792; &#10130;   | DINGBAT NEGATIVE CIRCLED SANS-SERIF DIGIT NINE |
| ㈨   | U+3228  | -          | &#x3228; &#12840;   | PARENTHESIZED IDEOGRAPH NINE                   |
| ㊈   | U+3288  | -          | &#x3288; &#12936;   | CIRCLED IDEOGRAPH NINE                         |
| 九   | U+4E5D  | 1-22-69    | &#x4E5D; &#20061;   | CJK Ideograph, number nine                     |
| 玖   | U+7396  | 2-22-74    | &#x7396; &#29590;   | CJK Ideograph, number nine                     |
| 𐄏    | U+1010F | -          | &#x1010F; &#65807;  | AEGEAN NUMBER NINE                             |
| 𐡠    | U+10860 | -          | &#x10860; &#67680;  | IMPERIAL ARAMAIC NUMBER NINE                   |
| 𐤞    | U+1091E | -          | &#x1091E; &#67870;  | PHOENICIAN NUMBER NINE                         |
| 𐩈    | U+10A48 | -          | &#x10A48; &#68168;  | KHAROSHTHI DIGIT NINE                          |
| 𐪅    | U+10A85 | -          | &#x10A85; &#68229;  | OLD SOUTH ARABIAN NUMBER NINE                  |
| 𐭡    | U+10B61 | -          | &#x10B61; &#68449;  | INSCRIPTIONAL PARTHIAN NUMBER NINE             |
| 𐹨    | U+10E68 | -          | &#x10E68; &#69224;  | RUMI DIGIT NINE                                |
| 𝍨    | U+1D368 | -          | &#x1D368; &#119656; | COUNTING ROD UNIT DIGIT NINE                   |
| 🄊    | U+1F10A | -          | &#x1F10A; &#127242; | DIGIT NINE COMMA                               |
| 𝟡    | U+1D7E1 | -          | &#x1D7E1; &#120801; | MATHEMATICAL DOUBLE-STRUCK DIGIT NINE          |
| 𝟿    | U+1D7FF | -          | &#x1D7FF; &#120831; | MATHEMATICAL MONOSPACE DIGIT NINE              |
| 𝟗    | U+1D7D7 | -          | &#x1D7D7; &#120791; | MATHEMATICAL BOLD DIGIT NINE                   |
| 𝟫    | U+1D7EB | -          | &#x1D7EB; &#120811; | MATHEMATICAL SANS-SERIF DIGIT NINE             |
| 𝟵    | U+1D7F5 | -          | &#x1D7F5; &#120821; | MATHEMATICAL SANS-SERIF BOLD DIGIT NINE        |

## 他の表現法
| モールス符号 |
| －－－－・   |

|        |          | ⠊    |
| 信号旗 | 手旗信号 | 点字 |